# لونی تونز
لونی تونز (به انگلیسی: Looney Tunes) یک مجموعه کارتون پویانمایی‌شده کوتاه آمریکایی در ژانر کمدی محصول شرکت برادران وارنر است، که از سال ۱۹۳۰ تا سال ۱۹۶۹ به همکاری با مری ملودی آثار درخشانی را در عصر طلایی آمریکا رقم زدند و در شکوفا شدن بیشتر این عصر کمک شایانی کردند. این دو شرکت (ملودی و لونی تونز) شخصیت‌های معروفی از جمله باگز بانی، دافی داک، پورکی پیگ، رودرانر و کایوت، المر فاد، توئیتی، شیطان تاسمانی، اسپیدی گنزالس، سیلوستر و… را در تاریخ انیمیشن جاودانه کردند.
لونی تونز و مری ملودی در ابتدا توسط لئون شلسینگر و انیماتورها هاف هارمن و رادولف آیسینگ و در بین سال‌های ۱۹۳۰ تا ۱۹۳۳ بنیان‌نهاده شدند. در ابتدا شلسینگر فرض تولید انیمیشن را در سر داشت ولی در سال ۱۹۳۳ استودیوی خود را به برادران وارنر فروخت. در ۱۹۴۴ لونی تونز تحت تأثیر شدید استودیوی والت دیزنی بود. در ابتدا لونی تونز نمایش‌های موزیکال را تولید و عرضه می‌کرد که حق پخش آن به برادران وارنر می‌رسید و توسط این نمونه انیمیشن‌های موزیکال تعدادی از کارکترهای جذاب مانند بادی به دنیای انیمیشن معرفی شد ولی متأسفانه لونی تونز انیمیشن‌های موزیکال و شخصیت‌هایش را از دست داد؛ اما با وجود از دست دادن انیمیشن‌های موزیکال، لونی تونز و برادران وارنر محبوبیت بیشتری با استخدام کارگردانان تکس آوری، چاک جونز و دوبلور مل بلانک پیدا کردند. در اواسط دهه ۱۹۳۰، پورکی پیگ و دافی داک تبدیل به مهم‌ترین شخصیت‌های لونی تونز شدند.
در اوایل دهه ۱۹۴۰ و بعد از معرفی باگز بانی، این شخصیت تبدیل به ستارهٔ اصلی لونی تونز و مری ملودی شد. عرصه و معرفی این شخصیت برای لونی تونز بسیار خوش‌یمن بود؛ زیرا  این شرکت برای اولین بار شروع به ساخت انیمیشن‌ها و فیلم‌های رنگی کرد. در ابتدا مری ملودی و لونی تونز اختلاف نظرهایی داشتند ولی این دو استودیو به‌آرامی تصمیم به همکاری کامل گرفتند. در بین سال‌های ۱۹۴۲ تا ۱۹۶۴ لونی تونز و مری ملودی محبوب‌ترین استودیوهای تولید انیمیشن کوتاه لقب گرفتند.
لونی تونز از آن موقع تاکنون تبدیل به یک برند جهانی شد که نه تنها در انیمیشن بلکه سریال‌های تلویزیونی، فیلم‌ها، کتاب‌های مصور، آلبوم موسیقی، بازی‌های ویدیویی و حتی پروژهٔ ساخت یک پارک تفریحی را نیز می‌توان از جمله کارهای لونی تونز و برادران وارنر دانست. معروف‌ترین شخصیت لونی تونز یعنی باگز بانی به عنوان یک نماد فرهنگی و حتی عضوی از مشاهیر هالیوود نیز محسوب می‌شود. بسیاری از انیمیشن‌های لونی تونز و مری ملودی در بین بهترین انیمیشن‌های تاریخ رتبه‌بندی شده‌اند؛ و بسیاری از شخصیت‌های موفق این استودیو مانند اسپیدی گنزالس، توئیتی، باگز بانی، پورکی پیگ، دافی داک و… برندهٔ جوایز متعدد شده‌اند.
این پویانمایی از سال‌های ۱۹۴۲ تا ۱۹۶۹ و ۱۹۸۲ تاکنون پخش می‌شود، و امروزه در شبکه‌های تلوزیونی بومرنگ، اچ‌بی‌او و می‌تی‌وی قابل مشاهده است.

## در رسانه ها
- تاز-مانیا (۱۹۹۱)
- هرج و مرج فضایی (۱۹۹۶)
- تاز: تحت تعقیب (۲۰۰۲)
- لونی تونز: بازگشت به مبارزه (۲۰۰۳)
- لونی تونز: بازگشت به مبارزه (بازی ویدئویی)
- داک داجرز (۲۰۰۳)
- کریسمس لونی تونز (۲۰۰۶)
- لونی تونز: انبار مهمات (۲۰۰۷)
- نمایش لونی تونز (۲۰۱۲)
- لونی تونز جدید (۲۰۱۵)
- کارتون های لونی تونز (۲۰۱۹)
- هرج‌ومرج فضایی: میراث جدید (۲۰۲۱)
- روزی که زمین منفجر شد: فیلم لونی تونز(۲۰۲۵)

## تاریخچه
در آغاز، لونی‌ تونز و مری ملودی در حول آهنگ‌ها در کتابخانه‌ی بزرگ موسیقی وارنر ساخته شد. این شرکت کار خود را با انیمیشن موزیکال "غرق شدن در وان حمام" (Sinkin' in the Bathtub) در سال ۱۹۳۰ آغاز کرد. در بین سال‌های ۱۹۳۴ تا ۱۹۴۳ مری ملودی انیمیشن‌های رنگی تولید می‌کرد و این درحالی بود که لونی تونز از سال ۱۹۴۳ به‌بعد به ساخت انیمیشن‌های رنگی مشغول شد. این دو شرکت عملا انیمیشن‌های مشابهی را تولید می‌کردند و تشخیص دادن تفاوت آنها از لحاظ رنگ و ظاهر انیمیشن غیرممکن بود و تفاوت آنها تنها در موسیقی آغازین و عنوان‌ها بود. هر دو سریال توسط برادران وارنر تولید می‌شدند. موسیقی متن لونی تونز The) Merry-Go-Round Broke Down) توسط کیلیف فرند و دیو فرنکلین و موسیقی متن مری ملودی Merrily We Roll) Along) توسط چارلز توبیاس و ادی کانتور گرفته شده بود.

## شخصیت‌های معروف

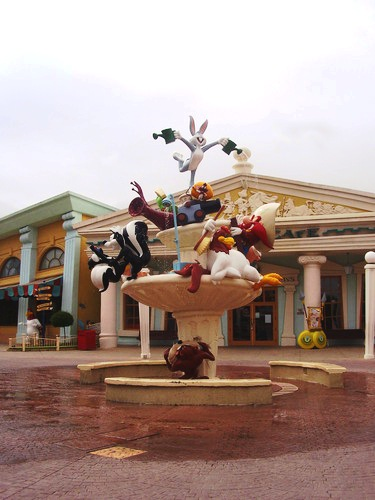

- باگز بانی: خرگوش زرنگ و خونسرد با لهجهٔ بروکلینی.
- دافی داک: اردک پرجنب‌ و جوش با ظاهری پرهیجان و شخصیت دمدمی‌مزاج.
- پورکی پیگ: خوک چاق و چلهٔ خجالتی و ساده‌لوح با لکنت زبان.
- فاگ‌هورن لگ‌هورن: خروس چاق.
- په‌په لو پیو: راسوی بدبوی فرانسوی که با لهجهٔ ایتالیایی حرف می‌زند و عاشق ماده گربه‌ای سیاه و سفید است.
- اسپیدی گنزالس: موش بسیار سریع مکزیکی.
- المر فاد: شکارچی ساده‌لوح و کوچک‌اندام که از هماوردهای باگز بانی است.
- یوسمیت سم: مردی کوتاه‌قد و تندخو که موهایی به رنگ آتش دارد و از هماوردهای باگز بانی است.
- ماروین د مارشین: یک مریخی که از هماوردهای باگز بانی است.
- شیطان تاسمانی: جانوری درنده‌خو که از هماوردهای باگز بانی است.
- توئیتی: قناری زرد دوست‌داشتنی و معصوم‌نما که محبوب‌ترین حیوان خانگی مادربزرگ است.
- سیلوستر: گربهٔ تاکسیدوی سیاه و سفید رنگ مادربزرگ که همواره به‌دنبال خوردن توئیتی است.
- کایوت و رودرانر: گرگ صحرایی آمریکای شمالی و شترمرغی سریع و زبل.